# خانه تحویلداری
خانه تحویلداری مربوط به دوره قاجار است و در شهرستان لنگرود، محله قدیمی شلمان، مجاور مسجد قدیمی آن واقع شده و این اثر در تاریخ ۲ آبان ۱۳۸۳ با شمارهٔ ثبت ۱۰۵۹۴ به‌عنوان یکی از آثار ملی ایران به ثبت رسیده است.